# 필수 원소
필수 원소(必須元素)는 생물이 존재하는데 필요한 원소를 말한다.
필수 원소에는 탄소, 수소, 산소, 질소, 황, 인, 칼륨, 칼슘, 마그네슘, 철등 총 28종류가 있다. 그 중 가장 중요한 10개의 원소를 10원소라고 한다.

## 10원소
- 탄소
- 수소
- 산소
- 질소
- 황
- 인
- 칼륨
- 칼슘
- 마그네슘
- 철

## 28원소
여기서 나오는 28원소는 자연계의 동, 식물이 존재하는데 있어 필요한 원소이다. 나머지 지구상에 존재하는 원소들은 존재하지 않는다해도 자연계를 유지하는데 전혀 문제가 없다.
하지만 28개 원소는 필수 미량 원소라도 꼭 필요한 원소이다.
- 수소, 리튬, 붕소, 탄소, 질소, 산소, 플루오린
- 소듐, 마그네슘, 규소, 인, 황, 염소, 칼륨, 칼슘
- 바나듐, 크로뮴, 망가니즈, 철, 코발트, 니켈, 구리, 아연
- 비소, 셀레늄, 브로민
- 몰리브데넘
- 아이오딘